# Praemallaspis rhombodera
Praemallaspis rhombodera là một loài bọ cánh cứng trong họ Cerambycidae.